# Boston College

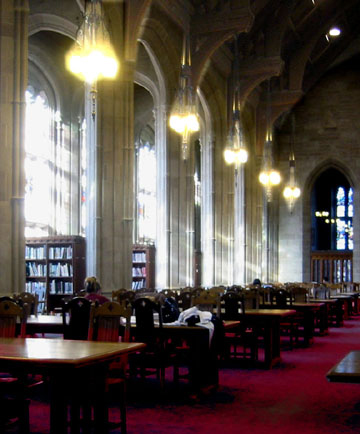
Biblioteca Bapst

Boston College es una universidad privada, católica, de la Compañía de Jesús, ubicada en Chestnut Hill, Massachusetts (Estados Unidos de América). Forma parte de la Asociación de Universidades Jesuitas (AJCU), en la que se integran las 28 universidades que la Compañía de Jesús dirige en los Estados Unidos.

## Historia
Boston College es la institución de enseñanza superior más antigua de Boston. Abrió sus puertas en 1863 a 22 alumnos en la calle Harrison. Debido al crecimiento del número de alumnos, en 1907 se decidió trasladar las instalaciones a las afueras de Boston, y se adquirió una granja de 700.000 m² ubicada 6 millas al oeste, en Chestnut Hill. El proyecto de construir 20 edificios denominado Oxford en América, de Charles Donagh Maginnis, fue elegido para el desarrollo del nuevo campus. En 1974, Boston College compró Newton College of the Sacred Heart, añadiendo 162.000 m² complementarios al campus. En 2004 se adquirieron 172.000 m² más de terreno a la Archidiócesis de Boston, al otro lado de la Avenida Commonwealth, que se denomina Brighton Campus, y que incluyen la antigua residencia del cardenal.

## Deportes
Boston College compite en la División I de la NCAA, en la Atlantic Coast Conference, excepto en hockey sobre hielo, que lo hace en la Hockey East. Destaca su equipo de fútbol americano, que junto con el de los Notre Dame Fighting Irish son los dos mejores equipos de universidades católicas estadounidenses.